# Tomáš Čížek
Tomáš Čížek (* 27. listopad 1978) je profesionální český fotbalový záložník, v současné době bez angažmá.
Mimo ČR působil na klubové úrovni v Rusku.

## Klubová kariéra
Čížek je odchovancem FK Pelikán Děčín, odkud ještě jako dorostenec přestoupil nejprve do FK Teplice, načež se vrátil zpět do FK Pelikán Děčín, ze kterého putoval do FK Baumit Jablonec. Na severu Čech také poprvé nakoukl do seniorského fotbalu, avšak záhy odešel hostovat do rodného Děčína. Poté jeho kroky směřovaly do AC Sparta Praha, ze které se vydal do Ruska. Nejprve působil v FK Rubin Kazaň a dále hájil barvy FK Moskva, poté ještě zamířil na jih Ruska do Alanija Vladikavkaz. V Alanii se nedohodl na prodloužení smlouvy a vrátil se zpět do Jablonce. V letech 2010–2012 měl angažmá v ruském FK Sibir Novosibirsk, poté se do týmu Jablonce opět vrátil.
10. března se v 19. ligovém kole podílel dvěma góly na remíze 2:2 proti Spartě Praha, Jablonec byl blízko 3 bodům (vedl 2:0), ale Spartě se podařilo vyrovnat v závěru zápasu. 17. května 2013 vyhrál s Jabloncem český fotbalový pohár, finálové utkání Poháru České pošty 2012/13 proti Mladé Boleslavi se rozhodlo až v penaltovém rozstřelu, který skončil poměrem 5:4 pro Jablonec (po konci řádné hrací doby byl stav 2:2).
V létě 2015 po skončení smlouvy s Jabloncem posílil Bohemians 1905. V zimní přestávce sezóny 2016/17 ePojisteni.cz ligy (v únoru 2017) se na vlastní žádost dohodl s klubem na ukončení smlouvy. Ta mu měla vypršet v červnu 2017.